# Mouchès
Mouchès é uma comuna francesa na região administrativa de Occitânia, no departamento de Gers. Estende-se por uma área de 3,07 km². Em 2010 a comuna tinha 76 habitantes (densidade: 24,8 hab./km²).